# Miscellaneous
Miscellaneous es el primer y último disco de la cantante de Pop-Dance Inglesa Holly James retorna a Pizza Night with Pizza Steve & Mr. Gus en 17 de marzo de 2014.

## El disco
Miscellaneous es el primer álbum de Holly James, en el que incluye los sencillos "I'm In Heaven" y "Touch It". El disco fue grabado en la discográfica independiente inglesa Tommy Boy Records UK, en el que se esperaba que el disco fuese publicado el 20 de octubre del 2003 en el Reino Unido e Irlanda, y el 27 de octubre del 2003 en Europa, Asia y Australia. Debido al fracaso de su segundo sencillo, "Touch It", el disco no fue lanzado, siendo solo distribuido como un "Rare Album" en muy pocos Clubs y discos del Reino Unido. Miscellaneous era su primer disco, que contaba con las colaboraciones de Jason Nevins, U.K.N.Y., Lee Cabrera y Wally López, entre otros. El disco contenía 12 temas, de los cuales solo dos fueron los sencillos.

## Canciones del disco
1. I'm In Heaven Feat. Jason Nevins y U.K.N.Y.
2. Touch It Feat. Lee Cabrera.
3. Dance With Me.
4. Miscellaneous.
5. Party On The DanceFloor.
6. Love Me Tonite.
7. Get It On.
8. Real Love.
9. Crazy Allnite.
10. Music Is My Life.
11. C'Mon.
12. Shake U'r Body.

## Posicionamiento
| Posición | - | - |

- Datos: Q6018420